# Oh My Darlin'
「Oh My Darlin'」（オー・マイ・ダーリン）は、中ノ森BANDの3枚目のシングル。

## 解説
- 前作から6ヶ月ぶりのシングル。
- この曲で2005年第47回日本レコード大賞新人賞を受賞。

## 収録曲
1. Oh My Darlin'
作詞・作曲：シライシ紗トリ／編曲：田辺恵二
関西テレビ・フジテレビ系ドラマ『鬼嫁日記』主題歌
2. TOY
作詞：中ノ森文子／作曲：Cheryl Parker・Sara Eker・Lucy Abbott・Niclas Mollinder・Joacim Persson・Par Ankarberg／編曲：中ノ森BAND・Koma2Kaz
3. 想いのままに
作詞・作曲：河村隆一／編曲：葉山拓亮・中ノ森BAND
4. Oh My Darlin' -Instrumental-
5. TOY -Instrumental-
6. 想いのままに -Instrumental-